# Quorn (Leicestershire)
Quorn ist eine Gemeinde in Leicestershire, England.

## Geschichte
Der Ort wurde bereits um 1210 als Quernendon erwähnt. 1889 wurde Quorndon, wie die Gemeinde damals hieß, in Quorn umbenannt, um nicht mit der Gemeinde Quarndon verwechselt zu werden.

## Verkehr
Die Gemeinde verfügt über einen kleinen Bahnhof, außerdem liegt sie an der A6 road.

## Bevölkerung
2001 wurden dort 4961 Personen gezählt. Von diesen waren 2412 männlich und 2549 weiblich.

## Bauwerke
- St Bartholomew’s Church, anglikanische Kirche, erbaut vom 12. bis 14. Jahrhundert
- Quorn Hall, Landsitz, erbaut im 17. Jahrhundert

## Söhne und Töchter der Gemeinde
- Bert Mee (1893–1964), Fußballschiedsrichter